# Cyklostezka pod Vítkovem

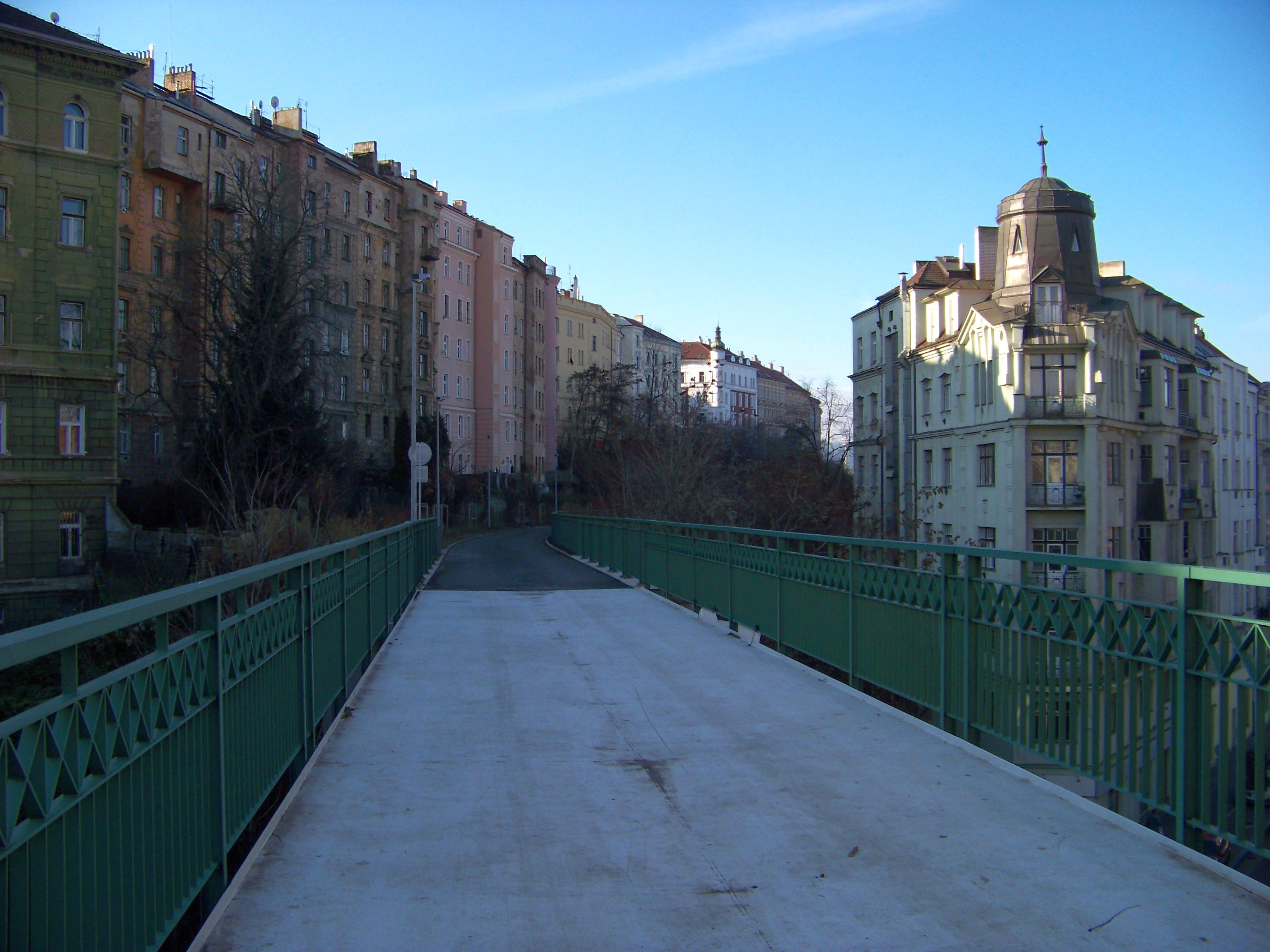
Za rekonstruovaným železničním mostem přes Husitskou ulici stezka pokračuje kolem zadní strany bloku domů v Řehořově ulici směrem k hlavnímu nádraží

Cyklostezka pod Vítkovem v Praze na Žižkově (Komisí Rady HMP pro cyklistiku nazývaná cyklostezka Staré spojení) je cyklostezka vybudovaná na tělese bývalé jednokolejné Vítkovské železniční trati, postavené na jižním úpatí vrchu Vítkov roku 1872 jako součást pražské odbočky Turnovsko-kralupsko-pražské dráhy (TKPE) a sloužící do roku 2008. Její délka je 2 kilometry (tento údaj nezahrnuje úsek od tunelu ke Krejcárku, Novinky.cz uvedly celkovou délku přes 3 kilometry, agentura MediaPress Praha délku 320 metrů).
Stezka začíná poblíž křižovatky u Bulhara, u mostu trati přes Seifertovu ulici, vede pod Příběnickou ulicí a za zadní stranou bloku domů v Řehořově ulici, po rekonstruovaném železničním mostu překonává Husitskou ulici a pak sleduje úpatí vrchu Vítkova po hranici zástavby souběžně s Husitskou a Hartigovou ulicí, poté prochází do Vítkovského tunelu a karlínskou stranou kopce (stále po území Žižkova) pokračuje podél železničních tratí a ulice Pod Krejcárkem na Krejcárek.
Do budoucna je zamýšleno velkolepé pokračování po novém, 60 metrů dlouhém mostu přes svazek železničních tratí směrem na Balabenku, přičemž náklady na stavbu mostu odhaduje RegionRevue na 30 milionů Kč, nepočítaje v to výkupy pozemků, podle Pavla Poláka však má být stezka vedena po starém náspu i mostu. Pokračování na Balabenku je již naprojektováno a v roce 2010 očekával městský koordinátor cyklistického programu Pavel Polák realizaci na roku 2012, přímé napojení na hlavní nádraží na západním konci stavby je zatím pouze ve výhledu.

## Historie výstavby

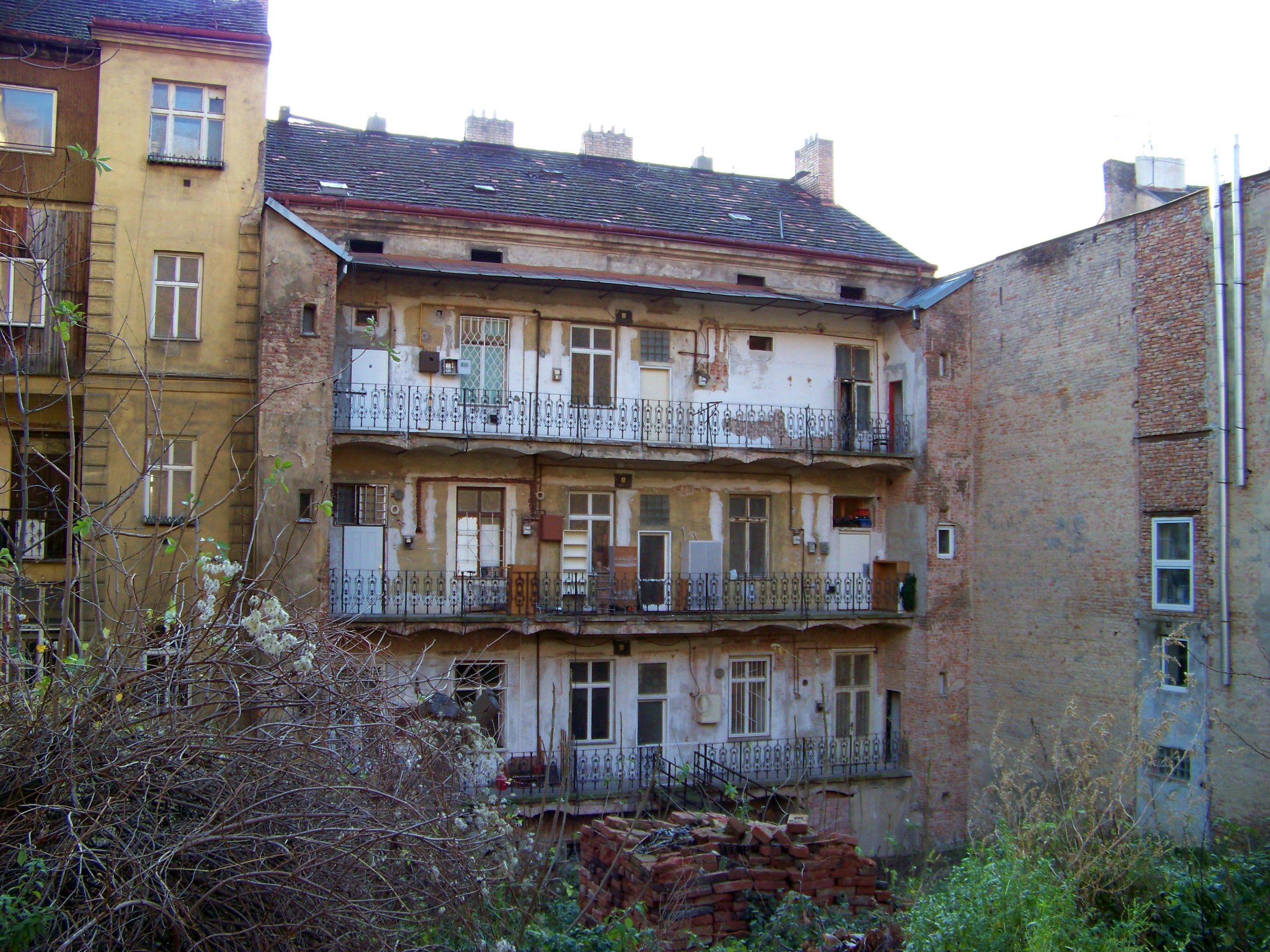
Stezka zpřístupnila pohled na Žižkov z neobvyklých stran: na chátrající pavlače, zříceniny a zpustlé dvory a zahrady

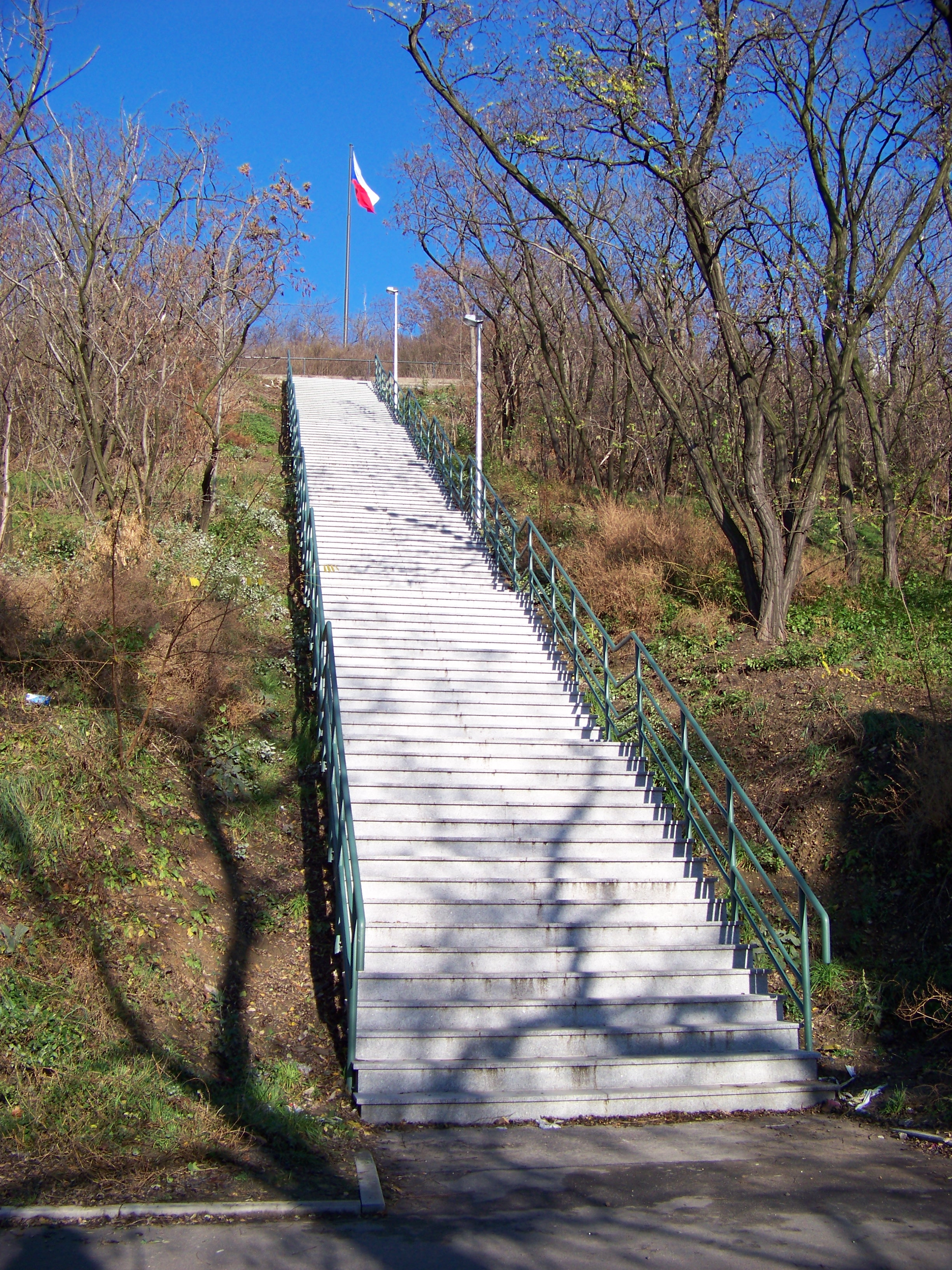
Stezka je dosud jen velmi chabě propojena jak se sítí cest na Vítkově, tak s ulicemi Žižkova. SŽDC však vybudovala například toto nové schodiště od úrovně Jeronýmovy ulice směrem k Národnímu památníku.

### Výstavba, příprava

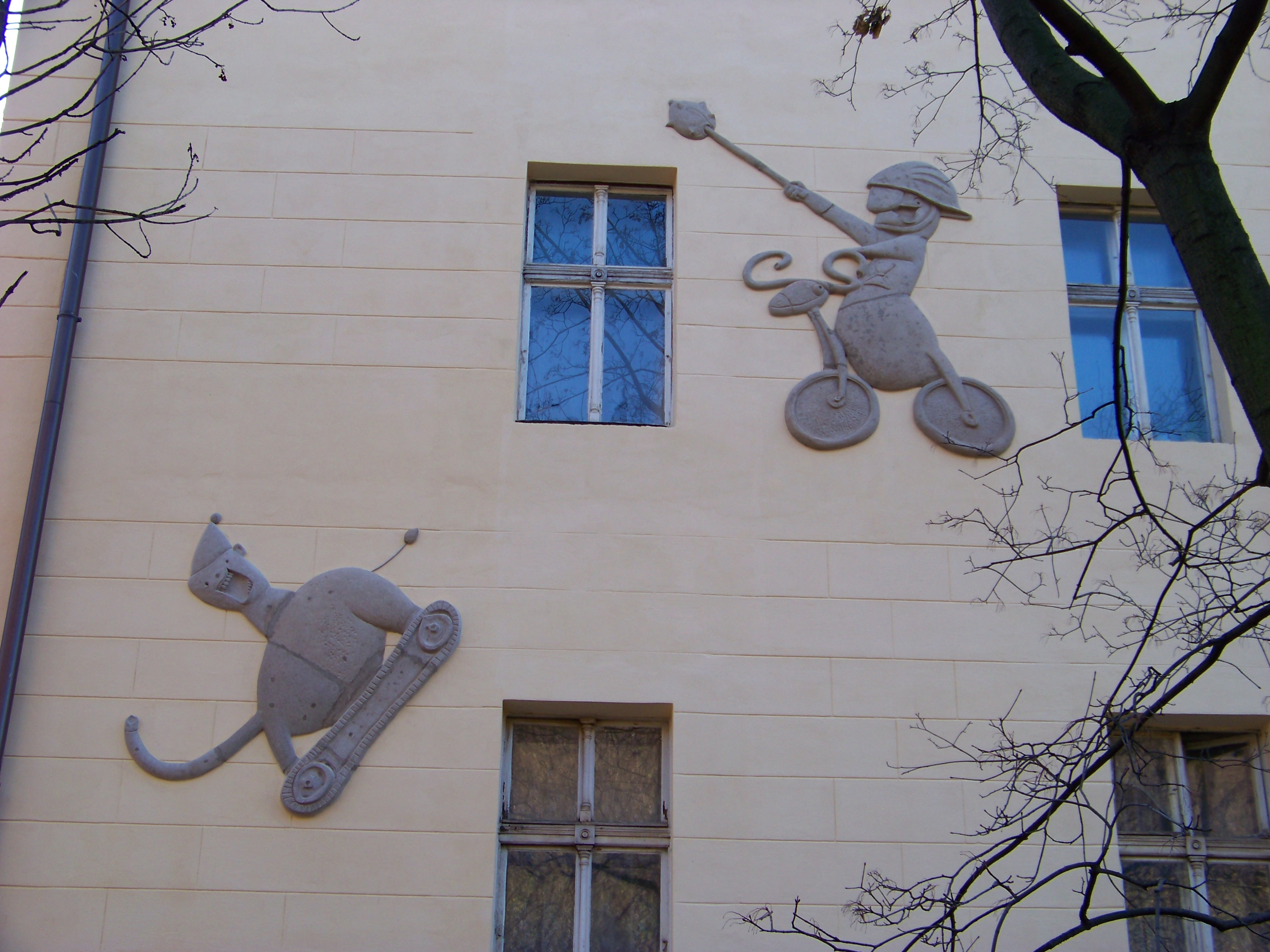
Hospoda „U vystřelenýho voka“ už stačila na vznik stezky reagovat novou výzdobou, které kombinuje husitskou a vojenskou tematiku s cyklistickou

Železniční provoz byl v tomto úseku ukončen 1. září 2008 v návaznosti na zprovoznění tunelů Nového spojení.
Úvahy o přeměně trati v cyklostezku se sice objevovaly již při přípravě Nového spojení, avšak byly nejisté a s využitím tunelu se v nich původně nepočítalo. Tunel měl být podle původních plánů zazděn. Radní Radovan Šteiner 30. září 2006, při otevírání Nového spojení, o tunelu staré trati řekl: „Měl by sloužit jako kapacitní cyklostezka, téměř cyklistická dálnice v tunelu. Hlavní město Praha je připraveno převzít tento starý tunel do své správy a zajistit provoz a údržbu. Takže Nové spojení bude mít i velký význam pro cyklisty.“
Cyklostezku společně vybudovaly Správa železniční dopravní cesty a hlavní město Praha na pozemcích Správy železniční dopravní cesty a Českých drah. TSK hl. m. Prahy budovala úsek stezky v železničním tunelu a v úseku od tunelu ke Krejcárku, SŽDC úsek od tunelu směrem k mostům na Hrabovce a u Bulhara.
Správa železniční dopravní cesty kompletně odstranila kolejový svršek včetně příslušenství (např. kilometrovníků), a vybudovala místo něj živičný svršek, veřejné osvětlení a dopravní značky. Zároveň provedla nějaké parkové úpravy a vybudovala nové schodiště ze stezky směrem na Vítkov.
Podle redaktora Petr Janiše z Práva řekl mluvčí SŽDC Pavel Halla, že náklady SŽDC na vybudování stezky činily asi 500 milionů Kč. Ondřej Kořínek z Novinek.cz uvedl, že cyklostezka stála 23,9 milionu Kč, z toho 13,9 milionu vložil Státní fond dopravní infrastruktury a 10 milionů Technická správa komunikací hl. m. Prahy. TSK hl. m. Prahy však tvrdí, že jejich náklady činily 20 milionů Kč, MHMP vyčísluje náklady města na 10 milionů. Podle MHMP nezaplatila SŽDC ani do konce října 2010 za stavbu dodavateli, jímž měla být firma Subterra, která se však novinářům odmítla k věci vyjádřit.

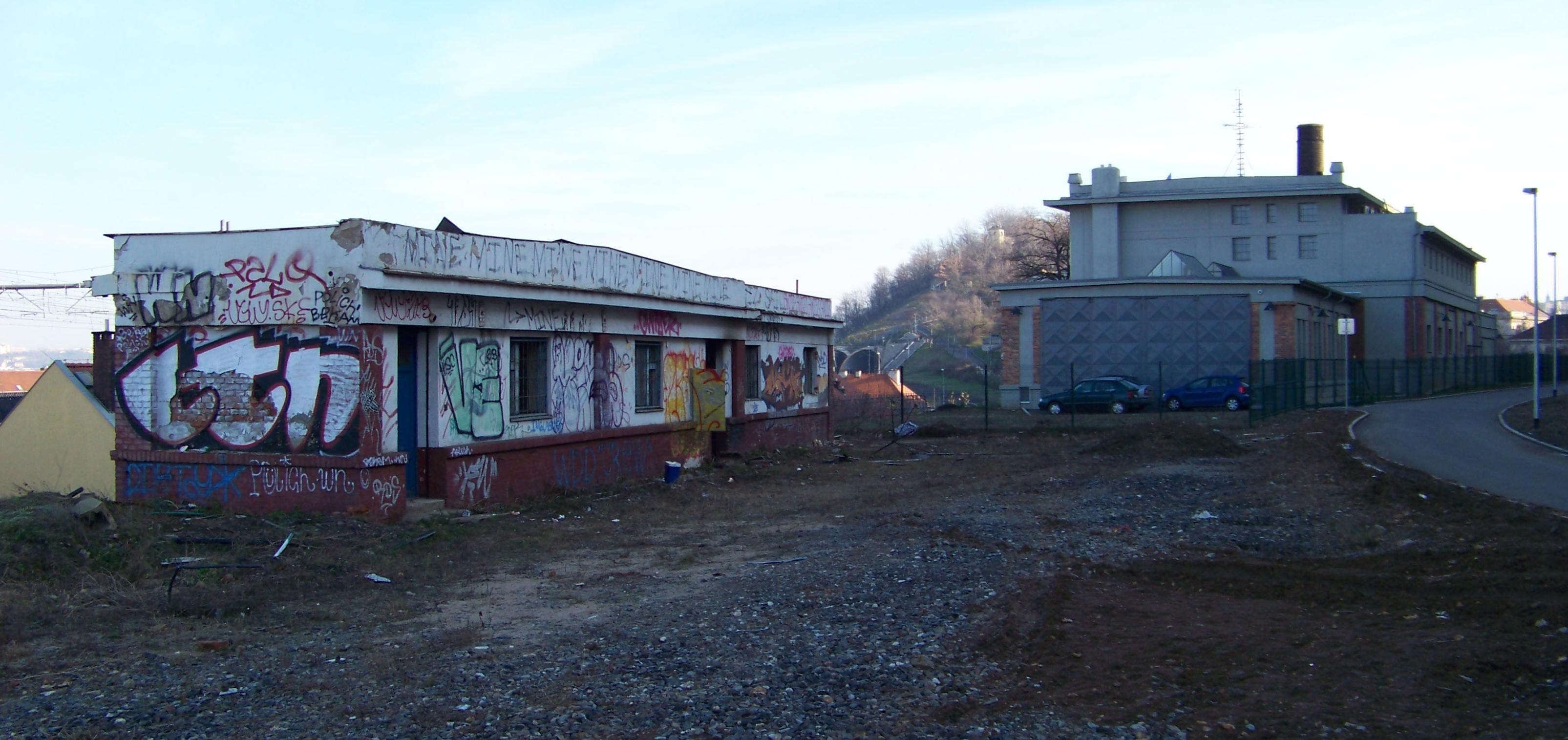
V okolí stezky jsou jak chátrající stavby, tak i například nově zrekonstruovaná nejstarší pražská železniční měnírna Křenovka, dnes elektrický dispečink SŽDC

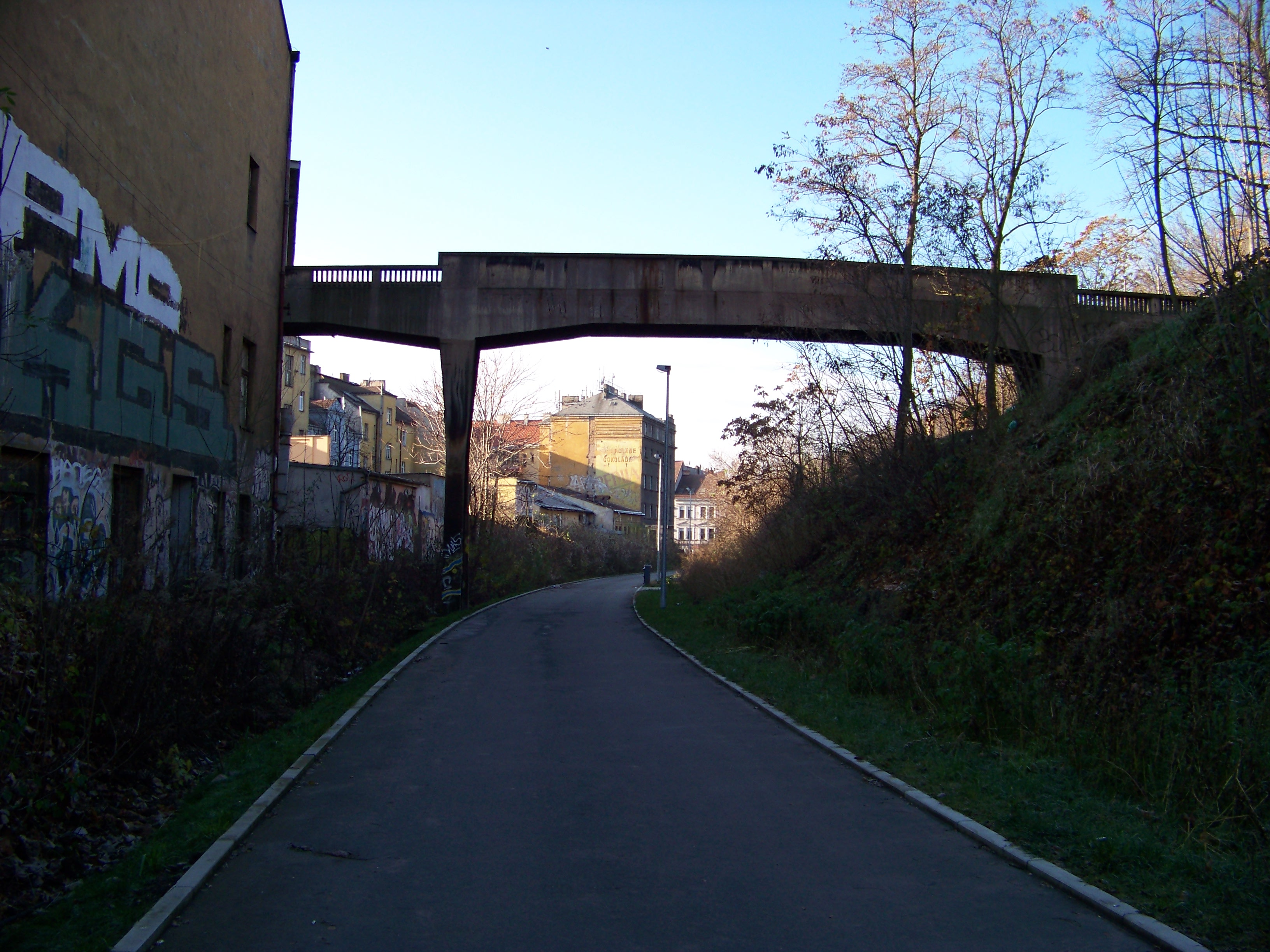
Stezka podchází pod lávkou, která spojuje žižkovskou sokolovnu s hřišti na Vítkově

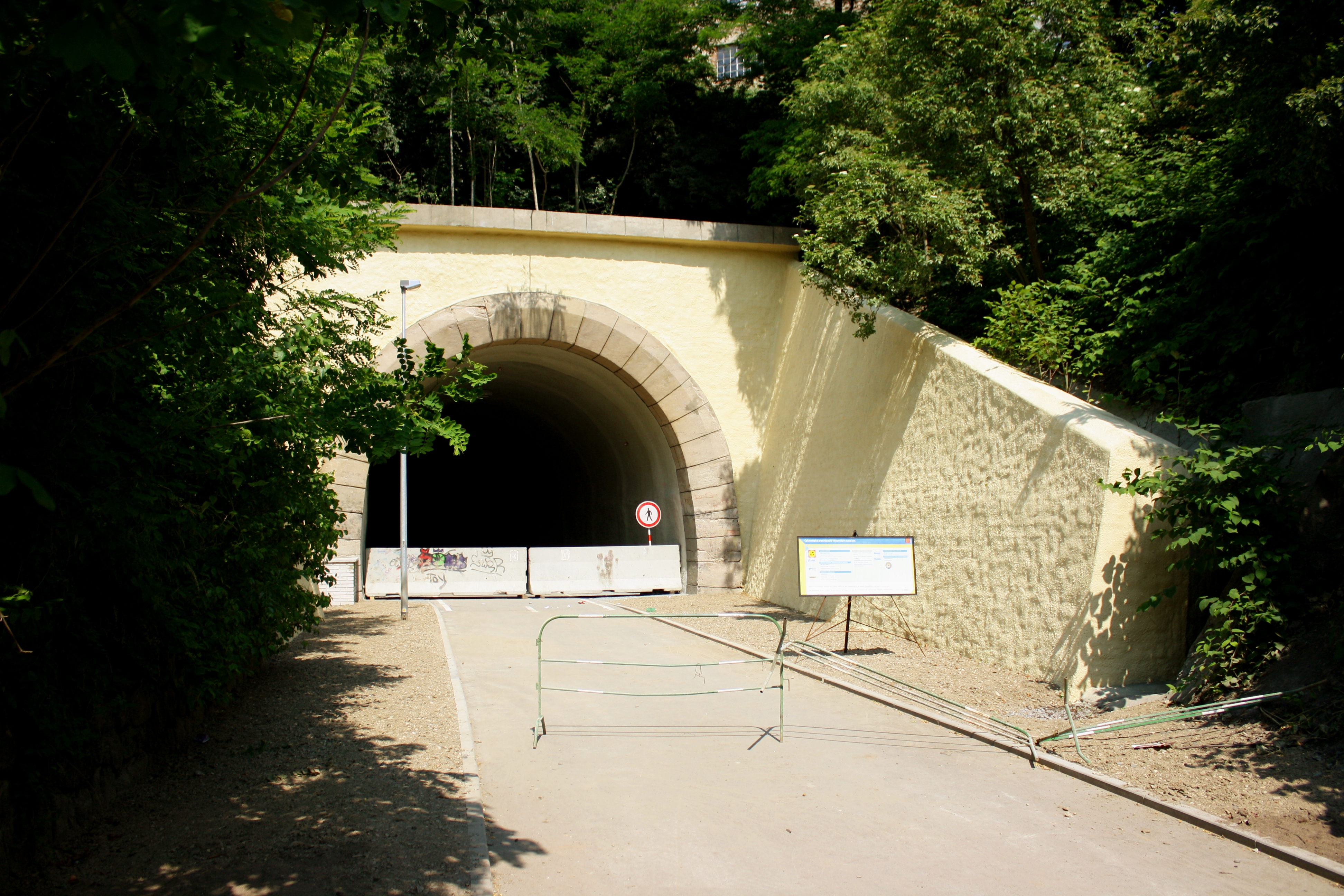
V červnu 2010 byl tunel zahrazen a byl zde vyznačen zákaz vstupu

### Otevření

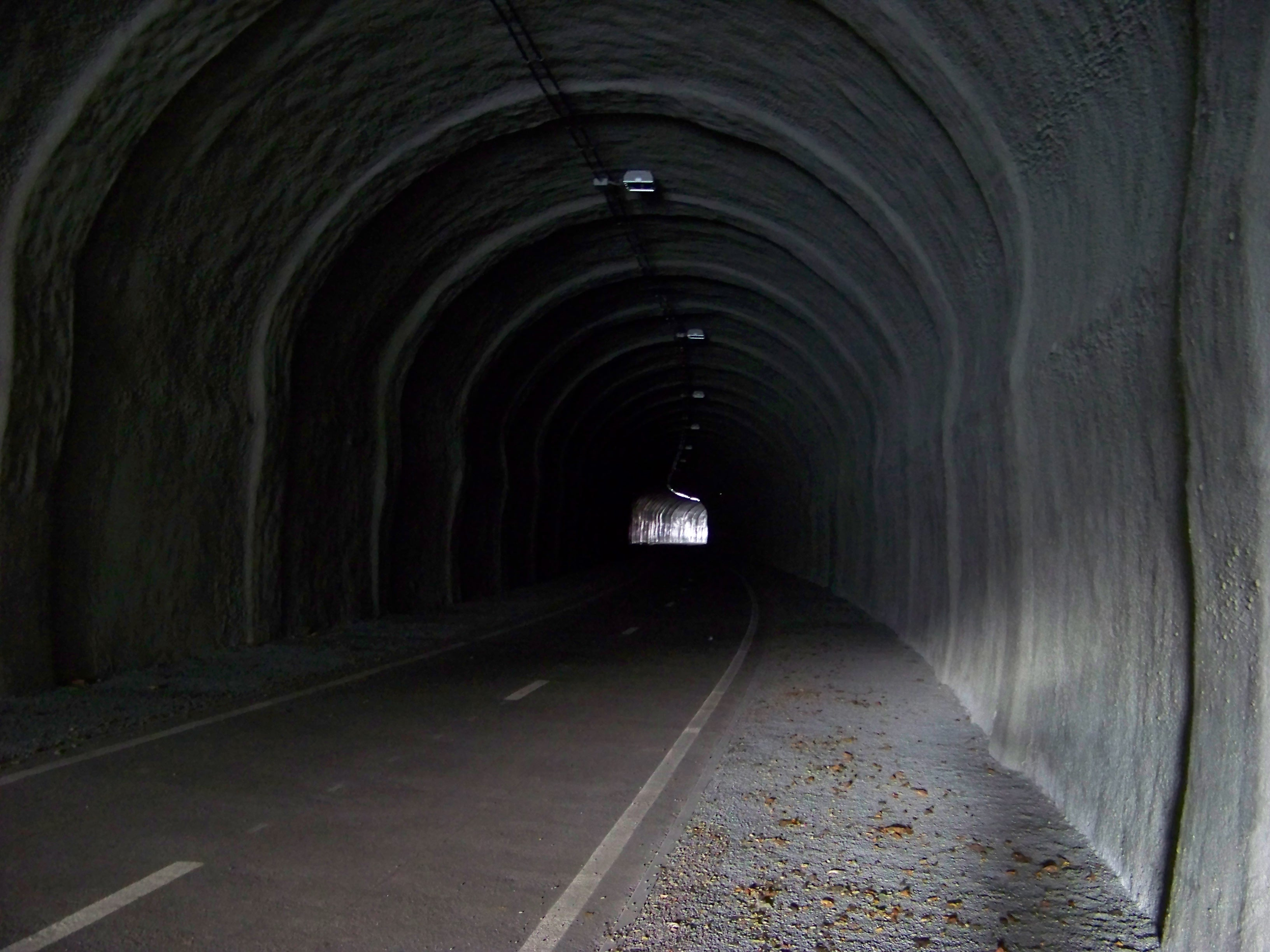
V listopadu 2010 byl tunel již přístupný, ale osvětlení stále nebylo v provozu

Cyklostezka byla podle Novinek.cz slavnostně otevřena za účasti primátora Pavla Béma dne 31. května 2010 (tj. dva dny po sněmovních volbách), aniž by byla zkolaudována, následně však byly vjezdy do tunelu zahrazeny vysokými betonovými bloky. Poprvé si však veřejnost mohla nový tunel prohlédnout již od 16 hodin dne 24. května 2010, tedy necelý týden před volbami. Toto zpřístupnění bylo spojeno se soutěžemi a biketrialovou exhibicí.
Stavebně byla stezka dokončena počátkem srpna 2010. Na konci září 2010 ještě zbývalo dokončit vodorovné dopravní značení a umístit stojany pro jízdní kola na odpočívadlech. Slavnostní akce v květnu 2010, spojená se sportovní akcí pro veřejnost, byla o čtyři měsíce později označena za kontrolní den na stavbě stezky.

### Nedostatky
Kvůli nedořešení majetkových vztahů k pozemkům však město Praha stavbu do listopadu 2010 ještě nepřevzalo a nepředalo do správy organizacím TSK hl. m. Prahy a Eltodo. Dořešení bylo v červnu slibováno na přelom července a srpna, pak zástupkyně magistrátu mluvila o termínu otevření 30. září 2010, v listopadu 2010 bylo dořešení očekáváno v horizontu nejméně řady týdnů. Zkolaudovaná v první polovině listopadu 2010 ještě nebyla ani stezka v úseku mezi tunelem a Bulharem, stavební řízení vede úřad městské části Praha 3 se SŽDC jako stavebníkem. Podle listopadové zprávy proběhla v září 2010 úspěšně kolaudace tunelu na žádost TSK a 19. října 2010 kolaudace přívodní stezky, takže podle Pavla Poláka z MHMP není již dále co kolaudovat; mluvčí SŽDC Pavel Halla však ve stejné době tvrdil, že zkolaudována je pouze část od Krejcárku po tunel včetně. Začátkem listopadu 2010 Pavel Polák z MHMP tvrdil, že otevření stezky snad stihnou do sezóny jaro 2011, mluvčí SŽDC v téže době říkal, že pokud město převezme stavbu do majetku, mohla by být zprovněna v prosinci 2010.

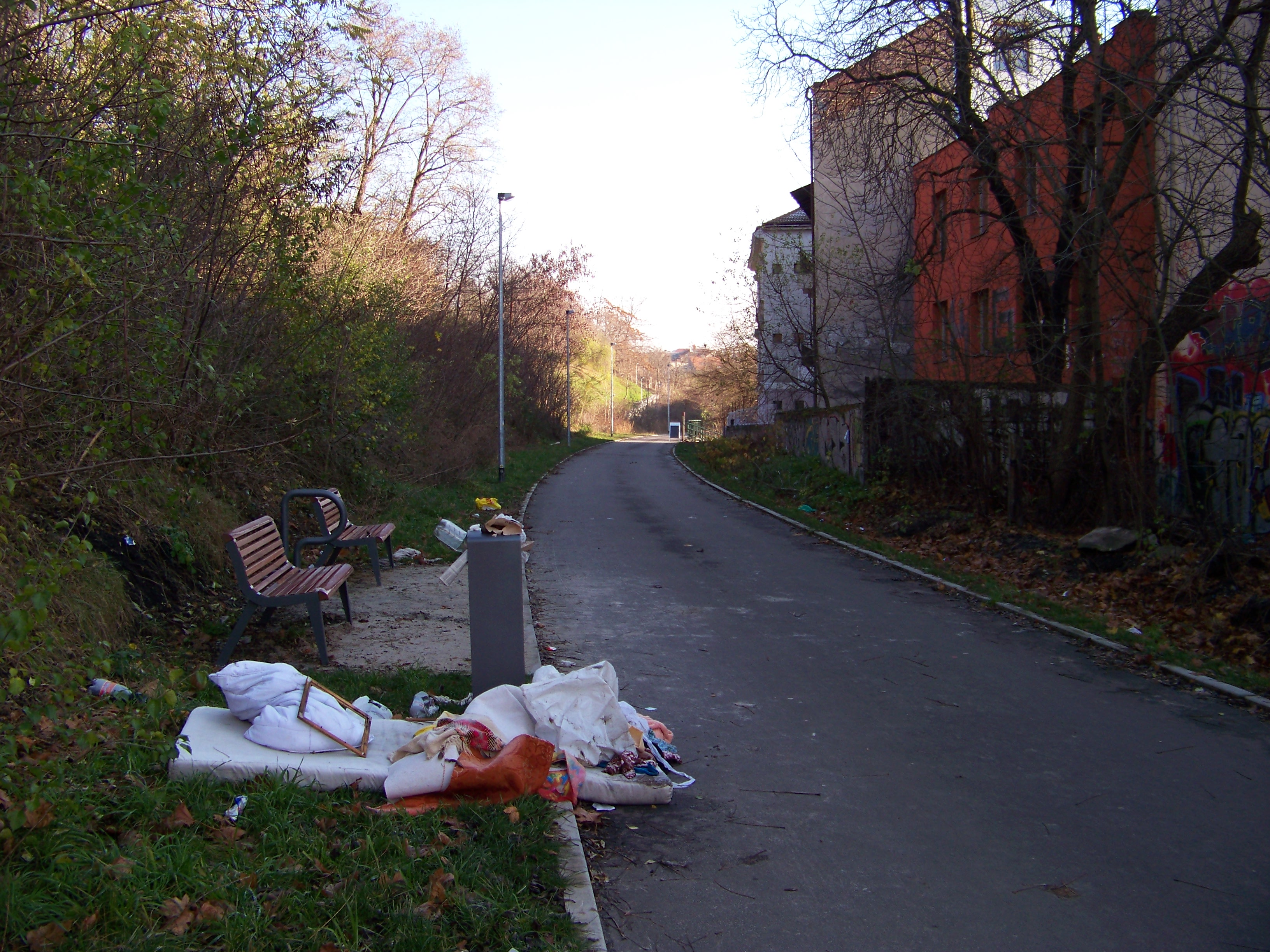
V listopadu 2010 byla sice stezka dostavěná, ale nikdo ji neudržoval

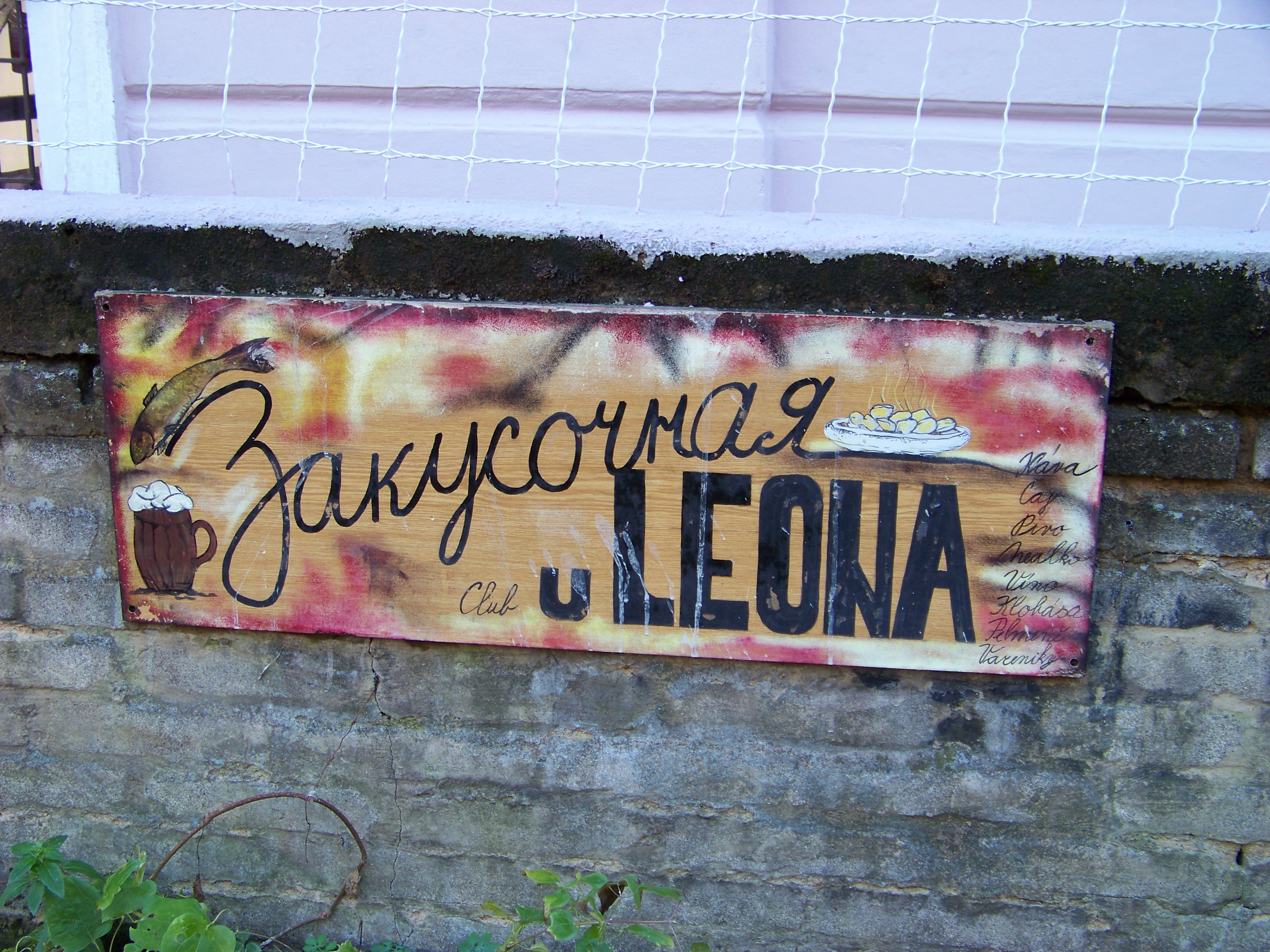
Podnikatelů, kteří lákají uživatele stezky, zatím není mnoho, „Закусочная Club u Leona“ je jeden z mála. (snímek 2010)

Hlavním problémem je, že se SŽDC a ČD dosud nedohodly na vlastnictví a správě přístupových cest u obou konců Vítkovského tunelu. Bez vyřešení majetkoprávních sporů mezi ČD a SŽDC není možná kolaudace a bez kolaudace město odmítá stezku převzít do správy. SŽDC také usilovala o povolení předčasného užívání bez kolaudace, které by podle předsedy městské komise pro cyklistickou dopravu mohlo trvat půl roku, rok i déle. SŽDC ze zákona nemůže cyklostezku sama spravovat, protože to nespadá do její činnosti, jak je vymezena zákonem.
Hlavní město Praha sice původně slíbilo, že stezku převezme do správy i přesto, že nebude v jejím vlastnictví, avšak trvá na tom, že vlastnické vztahy musí být při převzetí vyřešené. SŽDC zastává názor, že správa stezky s nevyjasněnými vlastnickými vztahy nesouvisí a nevyřešené vztahy mezi SŽDC a ČD nijak nebrání tomu, aby stezka normálně fungovala. Nakonec se jedná i o tom, že by město Praha pozemky získalo i do vlastnictví; SŽDC připravuje ve spolupráci s ministerstvy dopravy a financí cenovou nabídku, kterou chce městu předložit v prosinci 2010.
Koncem září 2010 Novinky.cz zaznamenaly, že stezka bez údržby chátrá: tunel je posprejován, cestu zarůstá plevel, tráva a křoví, množící se nepořádek nikdo neuklízí. Začátkem října byla stezka opět odplevelena a přibyly nové schody z Tachovského náměstí. Počátkem listopadu 2010 již redaktor zaregistroval i nové lavičky, stojany na jízdní kola a svislé dopravní značky; betonové zábrany u tunelu byly zčásti poraženy, zčásti odsunuty, dva nové stojany na jízdní kola již byly ukradeny a další dva připraveny ke krádeži.
Kolaudační komise se ke kolaudačnímu řízení Vítkovského tunelu z 19. října 2010 vyjádřila negativně, SŽDC měla odstranit vytýkané nedostatky i v dokumentaci a znovu požádat o kolaudaci. Do té doby tunel sice zůstával průjezdný, ale cyklostezka z právního hlediska neexistovala.
Spory ohledně vlastnictví a z toho plynoucí údržby stavby byly nakonec dořešeny a na jaře 2011 dostala i do té doby problematická část cyklostezky potřebné kolaudační povolení.

### Provoz
Po cyklostezce je podle koncepce z roku 2006 vedena páteřní pražská radiální cyklotrasa A25, nazývaná Žižkovská, vedoucí od Národního divadla podél Rokytky směrem na Úvaly. Píše se o ní rovněž jako o součásti hlavní diagonální cyklotrasy A255, která má vést ze Žižkova na Balabenku.
Po otevření je stezka i s tunelem přístupná nepřetržitě.